# Karl von Friesen-Miltitz

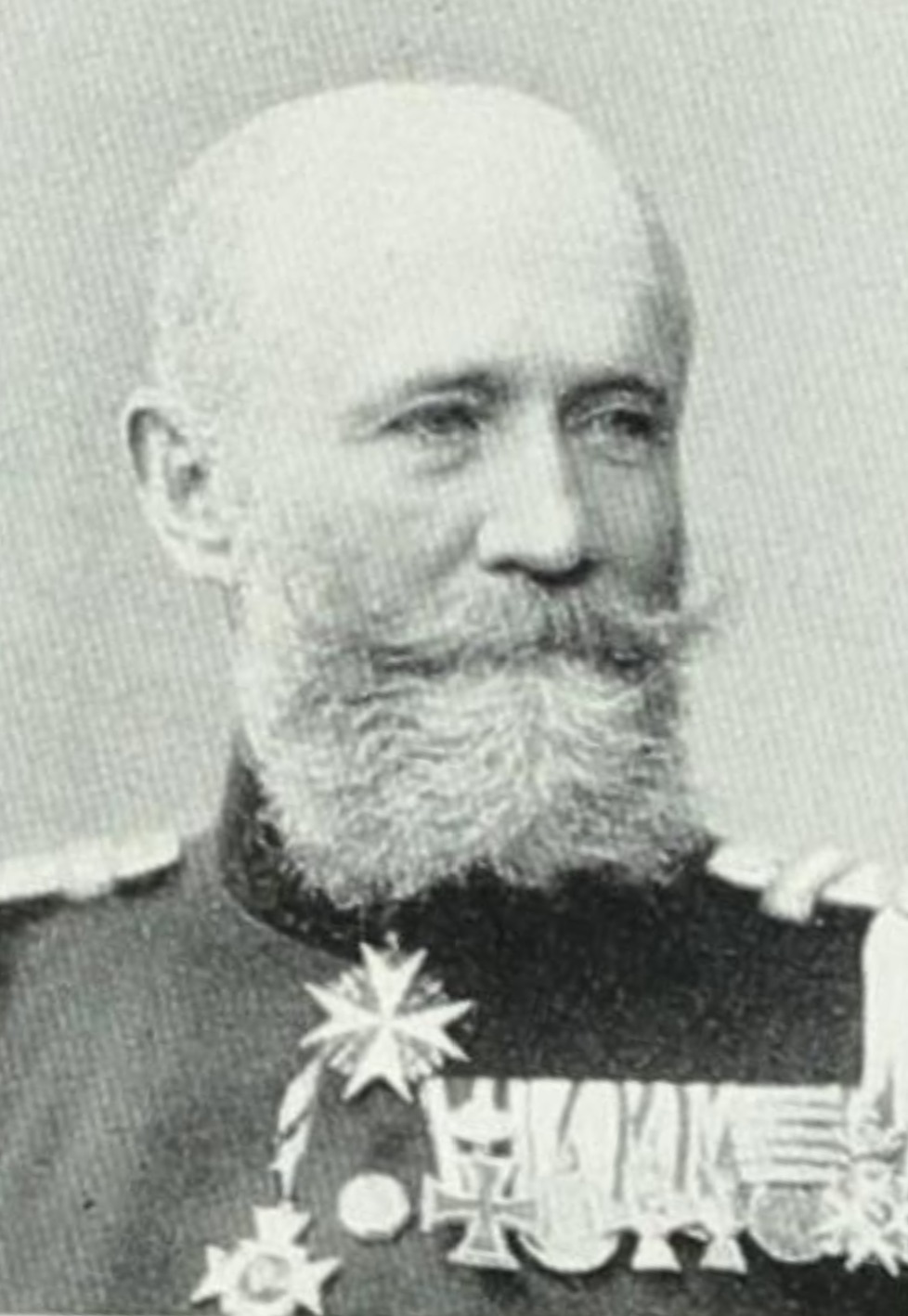
Karl von Friesen-Miltitz

Karl Friedrich Christian Freiherr von Friesen-Miltitz (* 4. Februar 1847 in Berggießhübel; † 24. Dezember 1928) war ein sächsischer Generalleutnant.

## Leben

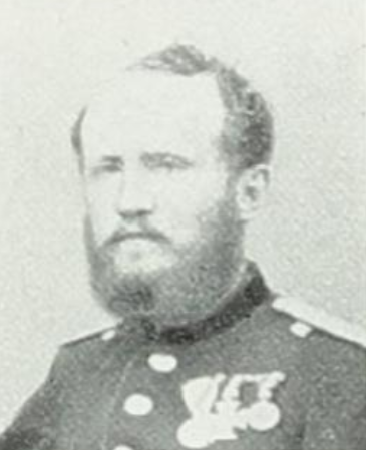
Karl während des Krieges gegen Frankreich

Karl von Friesen-Miltitz war Sohn des Oberhofmarschalls Hermann von Friesen und besuchte von 1860 bis Ostern 1865 das Vitzthumsche Gymnasium zu Dresden. Danach studierte er an der Universität Leipzig und trat 1869 als Einjährig-Freiwilliger in die 2. Kompanie des 2. Königlich-Sächsischen Jäger-Bataillons Nr. 13 ein. Er rückte mit diesem Bataillon nach Ausbruch des Krieges gegen Frankreich an die Front und wurde am Tag der Schlacht von Sedan, dem 1. September 1870, zum Leutnant befördert. Nach Kriegsende blieb er in seinem Regiment und wurde in späteren Jahren in das 4. Infanterie-Regiment Nr. 103 versetzt und zur preußischen Kriegsakademie in Berlin befehligt, wo er am 21. Mai 1876 zum Oberleutnant befördert wurde. Er wurde darauf in das 1. Königlich Sächsische Jäger-Bataillon Nr. 12 versetzt und einige Jahre später, unter Beförderung zum Hauptmann am 1. April 1881, zum sächsischen Generalstab versetzt. Er wurde in dieser Position bis 1884 zum Großen Generalstab in Berlin befehligt. Er wurde nach seiner Rückkehr in den Truppendienst als Kompaniechef zum Infanterie-Regiment „König Ludwig III. von Bayern“ (3. Königlich Sächsisches) Nr. 102 abkommandiert und einige Zeit später in gleicher Eigenschaft in das Leib-Grenadier-Regiment Nr. 100 abkommandiert. Nach Beförderung zum Major am 7. September 1889 wurde er zum Generalkommando befehligt und dann noch im selben Jahre zum Generalstab der 23. Division (1. Königlich Sächsische) abkommandiert, wo er auch seine Beförderung zum Oberstleutnant am 18. Oktober 1893 erlebte. 
1895 wurde er von seiner Position entbunden und zum Bataillonskommandeur seines Stammbataillons ernannt. Am 11. Dezember 1896 avancierte er zum Oberst und wurde 1897 als Abteilungschef der Allgemeinen Armee-Abteilung in das sächsische Kriegsministerium in Dresden berufen. 1899 wurde er gleichzeitig mit der Wahrnehmung der Geschäfte des Inspekteurs der Infanterieschulen beauftragt und in dieser Eigenschaft am 4. Juli 1899 zum Generalmajor befördert. Er wurde dann zum Brigadekommandeur der 3. Infanterie-Brigade Nr. 47 ernannt und wurde unter Genehmigung seines Abschiedsgesuches in dieser Position am 27. Oktober 1901 zur Disposition gestellt. Am 31. Mai 1907 erhielt er noch den Charakter eines Generalleutnants.